# Offensive de Vilnius
Cet article concerne la bataille de Vilnius de 1944. Pour les autres significations, voir Bataille de Vilnius.
Pour un article plus général, voir Opération Bagration.
Seconde guerre mondiale
L'offensive Vilnius (russe : Вильнюсская наступательная операция) était une partie de la 3e phase de l'opération Bagration, la grande offensive d'été de l'Armée rouge contre la Wehrmacht en juin et juillet 1944. L'offensive de Vilnius dura du 5 au 13 juillet 1944 et se termina par une victoire soviétique.
Pendant l'offensive, les forces soviétiques encerclèrent et capturèrent la ville de Vilnius. Cette phase est aussi connue comme la bataille de Vilnius. Quelque trois mille soldats allemands de la garnison encerclée essayèrent de percer, y compris leur commandant Rainer Stahel. Après l'offensive, la région de Vilnius ou Région de Vilno fut libérée de l'occupation nazie.

## Prélude
À partir du 22 juin 1944, l'Armée rouge conduit une offensive majeure en Biélorussie, l'opération Bagration, libérant la région, détruisant le groupe d'armées Centre, et se dirigeant vers la frontière polonaise et la côte de la mer Baltique. Au début de juillet, la ligne de front avait été rompue à la jointure du groupe d'armées Centre et du groupe d'armées Nord, sur une ligne allant de Vitebsk à Vilnius. Tandis qu'une grande partie des forces soviétiques étaient employées à réduire la poche allemande à l'est de Minsk, constituée à la suite du succès de l'offensive de Minsk, le haut commandement soviétique décida d'exploiter la situation le long de la brèche, vers le nord, en infléchissant le flux des unités mobiles vers le centre de Vilnius, en Lituanie.
La Stavka émet alors un nouvel ordre, numéro 220126, aux troupes du 3e front biélorusse le 4 juillet. Cet ordre stipule à son destinataire, le commandant du troisième front biélorusse, de développer son offensive vers Molodetchno (Maladzyechna) et Vilnius, cette dernière devait être prise au plus tard le 12 juillet et de forcer les passages sur le fleuve Niémen. La 33e Armée soviétique fut transférée du 2e front biélorusse en vue d'aider à la prise de ces objectifs.

## Forces en présence

### Wehrmacht
- Flanc sud de la IIIe Panzer Armee (colonel-général Georg-Hans Reinhardt)
  - XXVIe corps d'armée (général Gerhard Matzky)
  - Garnison de Vilnius (major-général Rainer Stahel)
- Eésudys de la IVe armée allemande (général Kurt von Tippelskirch)
  - XXXIXe. Panzerkorps (général Dietrich von Saucken)
  - Sperrgruppe Weidling

### Armée rouge
- 3e front biélorusse (général Ivan Tcherniakhovski)
  - 11e armée de la Garde soviétique (général Kuzma Galitsky (en))
  - 5e armée soviétique
  - 33e armée soviétique (lieutenant-général Vasily Kryuchenkin (en))
  - 39e armée soviétique
  - 31e armée soviétique
  - 5e armée blindée de la Garde soviétique (général Pavel Rotmistrov)
  - 1re armée de l'Air soviétique

## L'approche vers Vilnius
En dépit du nombre d'unités mises en ligne, le commandement allemand ne dispose plus, au début du mois de juillet 1944, de moyens suffisamment importants pour stopper les unités soviétiques engagées dans le sud des pays baltes.

### Déclenchement
Le 5 juillet 1944, Tcherniakhovski donne l'ordre à ses unités mobiles principales d'exploitation, la 5e Armée blindée de la Garde et le 3e Corps de Cavalerie soviétique (en) de continuer leur avance depuis Minsk, en direction de Vilnius, dans le but d'atteindre la ville le jour suivant.
Cette unité reçoit pour mission d'encercler Vilnius par le sud et le nord respectivement. Les divisions de fusiliers de la 5e Armée reçoivent l'ordre de suivre et de leur coller au train. Au sud, la 39e Armée reçut l'ordre de se diriger vers Lida, tandis que le 11e Gardes devait avancer vers le centre du front.
Lancée avec la seule infanterie, cependant soutenue par l'aviation tactique, l'attaque est lancée le 5 juillet, dans toutes les directions, afin d'isoler dans la ville les unités allemandes qui s'y trouvent.

### Avancée soviétique
Les rapports soviétiques laissent entendre que les unités de leur flanc nord avançaient au but, notant quelques résistances de restes éparpillés du 6e corps allemand détruit appartenant à la 3e Panzer Armee, mais font état que la 11e Armée de la Garde, en particulier, rencontre une forte résistance allemande et plusieurs contre-attaques. La Ve Panzerdivision allemande se montre cependant incapable de tenir Maladzyechna. La 5e Armée soviétique put avancer aux alentours de Vilnius le 8 juillet, tandis que la 5e Armée blindée de la Garde encerclait la ville par le sud, piégeant la garnison.
Le nœud ferroviaire, Lida, est conquis par le 3e corps de Cavalerie dans la soirée du 8 juillet, après que les défenseurs allemands (appartenant en grande partie aux unités SS notoires du Gruppe von Gottberg et de la Brigade Kaminski) aient abandonné leurs positions des anciennes lignes de tranchées de la Première Guerre mondiale, malgré le renfort des unités de Weidling. Ce dernier leur permet une tentative pour tenir la ville le 9 juillet.

### Résistance allemande
Face à cette offensive initiale, le commandement allemand, conscient de l'importance stratégique de la ville pour le front de la Wehrmacht, dépêche sur place toutes les unités disponibles, dans un corps regroupant des bataillons de diverses unités.
Face aux moyens mis en œuvre par les Soviétiques, les unités allemandes ne peuvent que retarder l'offensive, appuyées sur les motifs naturels et les moyens de mise en défense de la région.
En effet, Model a réorganisé le dispositif, utilisant au maximum la configuration lacustre de la région, pour ralentir efficacement les pointes soviétiques ainsi que des défenses renforcées mises en place sur les routes carrossables, peu nombreuses.

## La bataille pour Vilnius

### Avance soviétique
Dès le 5 juillet, les unités soviétiques sont lancées en éventail, afin de couper Vilnius de son arrière-pays.
Dès le lendemain, il semble clair à Walther Model, responsable du front dans ce secteur, de l'impossibilité de tenir la ville.
Le 8 juillet, la ville est encerclée ; élevée au rang de Fester Platz par Hitler, la ville est alors pourvue en défenseurs, avec une garnison de 5 000 hommes, issus de diverses unités, appuyés par une centaine de pièces d'artillerie.

### Extraction de la garnison
Dans la ville encerclée, le commandant de la place forte, Rainer Stahel, doit être déposé par avion.
Dans le même temps, Model monte une opération d'extraction de la garnison, accordée par Hitler à l'issue de discussions serrées entre le 10 et 11 juillet.
Ainsi, fort de l'accord de Hitler, Model ordonne à la IIIe Panzer Armee de contre-attaquer pour permettre à la garnison de rejoindre les lignes allemandes. La VIe Panzerdivision allemande, organisée en deux groupes (Pössl et Stahl), attaque à l'est, de l'extérieur de l'encerclement (le commandant de division et le colonel-général Reinhardt accompagnent personnellement l'avance du groupe).
Les forces ennemies soviétiques, prises par surprise, handicapées par l'étendue des lignes de ravitaillement, ne peuvent tenir le cordon sanitaire et les forces du 6e Panzer sont alors en mesure d'avancer de 50 km pour rejoindre les éléments avancés de la garnison de Vilnius. Précédées par des éléments lourds, deux colonnes de 80 camions avancent vers Vilnius, dans un premier temps à peine retardés par des groupes isolés; le 13 juillet en fin de journée, cette colonne fait sa jonction avec la garnison de Vilnius, qui s'est dégagée de la ville encerclée, tandis que le groupe encerclé à Lentvaris est dégagé par la même occasion.
Dans la ville même, une attaque soviétique dans la matinée du 13 juillet fut lancée pour diviser les forces allemandes en deux poches, centrée sur la prison et l'observatoire. Environ 3 000 Allemands s'échappèrent par le corridor ouvert par la 6e Panzerdivision avant que les forces soviétiques ne ferment la brèche. Malgré cela, 12 à 13 000 soldats allemands furent laissés dans la ville, laquelle fut finalement libérée au matin du 13 juillet, conformément à la planification soviétique,.
Malgré ce succès des forces soviétiques, l'engagement de Rotmistrov d'un corps blindé dans une coûteuse bataille urbaine (avec, en plus, la désapprobation ultérieure de son commandant de front, Ivan Tcherniakhovski), amena son remplacement comme commandant de la 5e Armée blindée de la Garde.

### La contribution de l'Armée Nationale Polonaise
La bataille fut aussi marquée par un soulèvement connu sous la nom de code d'Opération Ostra Brama par l'Armée Nationale polonaise, dans l'attente de l'arrivée de l'Armée rouge, comme une composante de l'opération Tempête. Les récits de la bataille donnés par l'Armia Krajowa diffèrent des récits officiels soviétiques, particulièrement en ce qui concerne la date de l'entrée des Soviétiques dans Vilnius.
Cependant, l'insurrection polonaise est rapidement circonvenue par les unités allemandes, encore puissantes dans le secteur. Rapidement repoussées du centre-ville, les unités polonaises insurgées se replient dans les faubourg, déjà investis par les unités soviétiques.

## Conséquences stratégiques
Pendant que les Allemands essaient de tenir Vilnius comme une place forte (Allemand : Fester Platz) ou forteresse, leur défense tenace contribue à stopper l'Armée rouge dans sa marche vers l'ouest pendant quelques précieuses journées : plus important, elle lie la 5e Armée blindée de la garde, si importante dans le succès initial de l'opération Bagration de l'Armée rouge.

### Une menace directe sur le Reich
la conquête de Vilnius constitue une étape indispensable dans la conquête de Königsberg, but de guerre soviétique, réaffirmé lors de la conférence de Téhéran puis en octobre 1944.
En effet, après la conquête de ville, la grande ville prussienne semble à portée de main.
Ainsi, après les succès du mois de juillet, l'Armée rouge commence à envahir le territoire du Reich, mais, face à la solide défense des unités positionnées dans le secteur, elles doivent rapidement rebrousser chemin.
Dès les premières opérations autour de la ville, Model, principal responsable du front de l'Est au mois de juillet 1944, commence à envisager la défense de la province de Prusse-Orientale. Model n'est pas le seul à envisager une attaque sur la Prusse orientale : en effet, dès le 10 juillet, Erich Koch, Gauleiter de Prusse orientale, obtient de Hitler l’érection de fortifications dans l'est de son Gau, pour tenter de repousser des unités soviétiques susceptibles de faire irruption à tout moment.

### Une indéniable victoire défensive allemande
Ce délai donne aux forces Allemandes une chance de rétablir un semblant de ligne de défense à l'ouest. Hitler reconnaît son achèvement en récompensant Reiner (Rainer) Stahel par les Feuilles de chêne de sa croix de fer gagnée pendant la guerre. Cependant, le résultat vient rapidement. Les Allemands l'avaient espéré, une ligne de front continue est établie et tenue pendant un bref temps. Sans le réseau de communications basé à Vilnius, la position des Allemands dans la Baltique du sud devient intenable. À la fin de juillet, le 3e front biélorusse reçut l'ordre de conduire l'offensive de Kaunas pour étendre les gains de l'opération Bagration.[réf. nécessaire]
Les engagements autour de Vilnius constituent une incontestable victoire défensive pour Model : la ville est certes tombée, mais au terme d'une semaine de combats intenses autour de la ville et dans ses faubourgs, tenant en haleine une partie importante du second front biélorusse.
La plupart des Juifs résidents à Vilnius, qui s'étaient vus gratifier d'une mesure de protection dans le camp de travail forcé 562 par l'action d'un officier de la Wehrmacht, Karl Plagge, furent assassinés par les SS à l'approche des forces soviétiques. Plagge put, cependant, envoyer un avertissement codé qui permit de sauver 250 vies.[réf. nécessaire]

### Sources
- (en) Cet article est partiellement ou en totalité issu de l’article de Wikipédia en anglais intitulé « Vilnius Offensive » (voir la liste des auteurs).